# Villamaa
Koordinaten: 58° 55′ N, 22° 24′ O
Villamaa ist ein Dorf (estnisch küla) in der Landgemeinde Hiiumaa (2013 bis 2017: Landgemeinde Hiiu, davor Landgemeinde Kõrgessaare) auf der zweitgrößten estnischen Insel Hiiumaa (deutsch Dagö).
Villamaa (deutsch Willema) hat zwanzig Einwohner (Stand 31. Dezember 2011).
Der Ort liegt 21 Kilometer südwestlich der Inselhauptstadt Kärdla (Kertel).